# Strada Statale 38 dello Stelvio
Die Strada Statale 38 dello Stelvio (SS 38) ist eine italienische Staatsstraße, die 1928 zwischen der SS 36 bei Bozen und Colico festgelegt wurde. Sie geht zurück auf die 1923 festgelegte Strada nazionale 30 und einen Teilabschnitt der SN 25. Ihre Länge beträgt 224 Kilometer. Aufgrund ihres Verlaufes über das Stilfser Joch erhielt sie den namentlichen Titel „dello Stelvio“.
Sie nimmt in Bozen im Südtiroler Etschtal ihren Anfang, durchquert das Burggrafenamt und den Großteil des Vinschgaus bis Spondinig bzw. Prad, wo sie ins Suldental abzweigt und weiter durchs Trafoital zum Stilfser Joch ansteigt. Von dort führt sie – nun in der Lombardei verlaufend – ins Veltlin hinab, das sie der Länge nach durchquert, um kurz vor dem Comer See zu enden. 
2009 ging ein erstes Stück Schnellstraße in Betrieb, die an der SS 36 ansetzt und die östlich folgenden Orte nördlich umgeht. Sie soll bis hinter Morbegno gebaut werden. Im weiteren Verlauf wurde die SS 38 aus Sondrio heraus auf eine südliche Umgehung gelegt. Zwischen Tirano und Bormio wurde die SS 38 auch als Umgehungsstraße gebaut. Dabei entstanden mehrere Tunnel. Ein weiterer Ausbauabschnitt befindet sich zwischen Meran und Bozen in Form einer Schnellstraße, „MeBo“ genannt. Die Verwaltung der Südtiroler Anteile der Straße (typischerweise wird zwischen MeBo, Vinschger Staatsstraße und Stilfser-Joch-Straße unterschieden) ist 1998 von der ANAS auf die Südtiroler Landesverwaltung übergangen.